# (2601) Bologna
(2601) Bologna (1980 XA; 1965 AC1; 1971 DD1) ist ein ungefähr zwölf Kilometer großer Asteroid des äußeren Hauptgürtels, der am 8. Dezember 1980 am Observatorium San Vittore in Bologna in Emilia-Romagna, Italien (IAU-Code 552) entdeckt wurde.

## Benennung
(2601) Bologna wurde am 8. April 1982 nach der italienischen Stadt Bologna benannt, in der der Asteroid entdeckt wurde.